# 奥町駅
奥町駅（おくちょうえき）は、愛知県一宮市奥町にある、名古屋鉄道尾西線の駅である。駅番号はBS23。

## 歴史
- 1914年（大正3年）8月4日 - 開業。
- 1944年（昭和19年）3月21日 - 当駅 - 木曽川港間休止に伴い営業休止。
- 1951年（昭和26年）12月28日 - 当駅 - 玉ノ井駅間営業再開。
- 1962年（昭和37年）度 - 貨物営業廃止[1]。
- 1968年（昭和43年）5月12日 - 新名古屋発、津島経由特急玉ノ井行きが新設され、特急停車駅となる。
- 1969年（昭和44年）7月6日 - ダイヤ改正にともない上記特急が準急に。準急停車駅となる。
- 1970年（昭和45年）12月25日 - 再びダイヤ改正。一部列車除きすべて普通に。
- 2007年（平成19年）8月8日 - 無人化[2]。トランパス導入。
- 2011年（平成23年）2月11日 - ICカードmanaca導入。
- 2012年（平成24年）2月29日 - トランパス供用終了。

## 駅構造
85m（4両分）の単式ホーム1面1線を持つ地上駅。駅舎は玉ノ井よりにある。
一部時間帯のみ有人駅だったが、トランパス対応工事により旧駅舎が解体され、現駅舎の新設とともに無人化された。
| 路線      | 方向 | 行先         |
| --------- | ---- | ------------ |
| BS 尾西線 | 上り | 玉ノ井ゆき   |
| BS 尾西線 | 下り | 名鉄一宮ゆき |

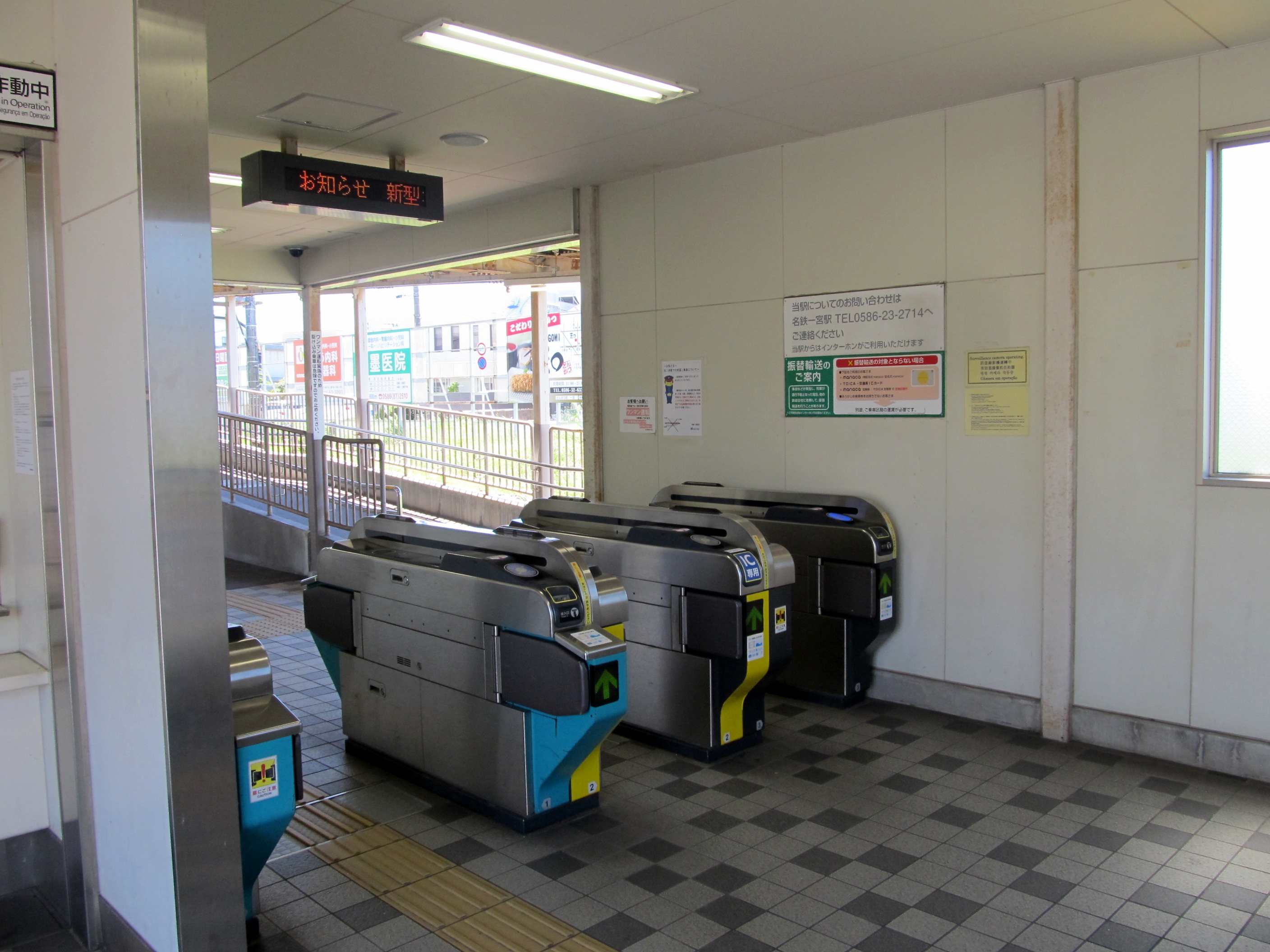
改札口
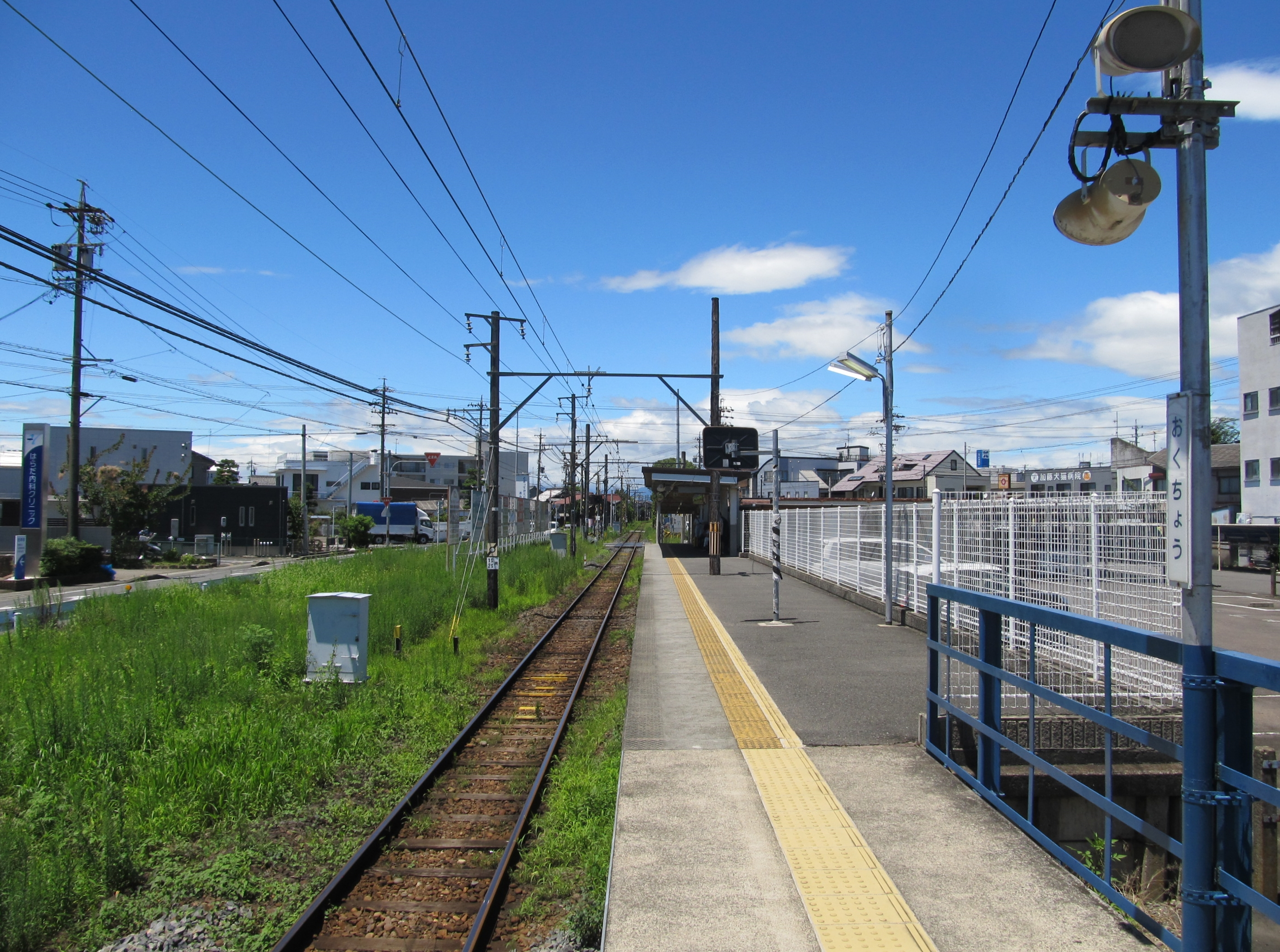
ホーム
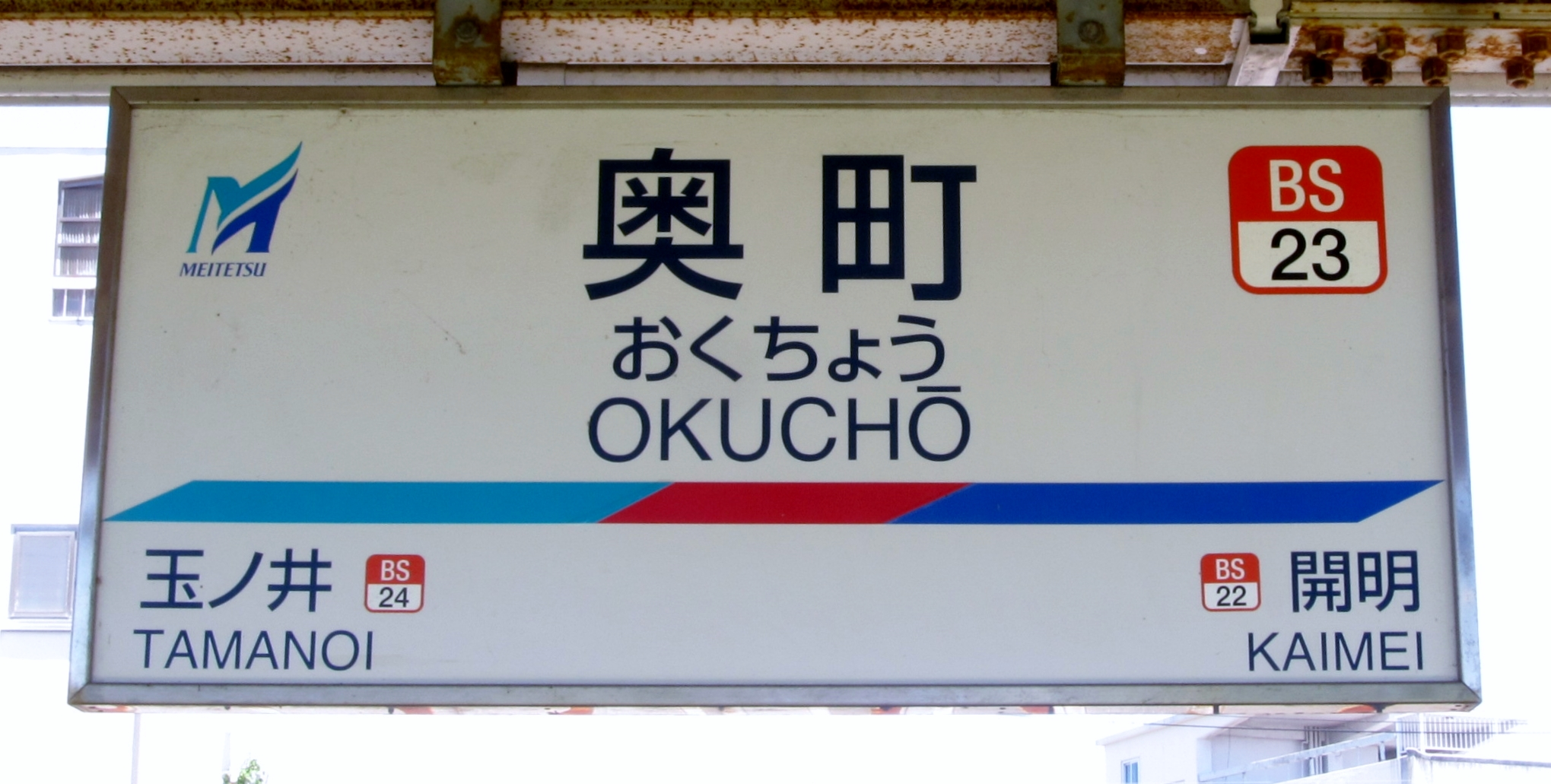
駅名標

### 配線図
| ← 玉ノ井駅 | 奥町駅 構内配線略図 | → 一宮方面 |
| 凡例 出典: |                     |            |

## 利用状況
- 「移動等円滑化取組報告書」によると、2020年度の1日平均乗降人員は4,127人であった[9]。
- 『名鉄120年：近20年のあゆみ』によると2013年度当時の1日平均乗降人員は4,394人であり、この値は名鉄全駅（275駅）中98位、尾西線（22駅）中3位であった[10]。
- 『名古屋鉄道百年史』によると1992年度当時の1日平均乗降人員は3,205人であり、この値は岐阜市内線均一運賃区間内各駅（岐阜市内線・田神線・美濃町線徹明町駅 - 琴塚駅間）を除く名鉄全駅（342駅）中132位、尾西線（23駅）中5位であった[11]。
- 『愛知統計年鑑』によると2010年度の1日平均乗車人員は1,989人である。

尾西線の駅では名古屋本線の駅でもある名鉄一宮駅、津島線の駅でもある津島駅に次いで利用者が多く、尾西線単独の駅では最も多い。当駅を通る列車の本数は少ないものの木曽川高校への通学や周辺から名古屋方面などへの通勤などでの利用者が多い。

## 駅周辺
- 一宮市役所奥町出張所
- 愛知県立木曽川高等学校
- 一宮市立奥中学校
- 一宮市立奥小学校
- 上林記念病院
- 一宮市循環バス i-バス尾西北コース「奥町駅」バス停
- 奥町郵便局
- 奥城址
- オムロンアミューズメント[12]
- 尾張猿田彦神社

## 隣の駅
名古屋鉄道
BS 尾西線
開明駅（BS22） - 奥町駅（BS23） - 玉ノ井駅（BS24）